# Збірна Росії з футболу
Національна збірна Росії з футболу — національна збірна команда Російської федерації з футболу. Існує з 1992 року. Керівна організація — Російський футбольний союз.
Найвищим досягненням збірної став вихід до 1/2 фіналу на чемпіонаті Європи 2008, (з 1984 року на чемпіонатах Європи матч за третє місце не проводиться). До цього успіху її привів нідерландський тренер Гус Гіддінк, який очолив команду перед початком циклу. У попередніх розіграшах (починаючи від розпаду СРСР) збірна Росії або взагалі не потрапляла на чемпіонати світу та Європи (не зумівши пройти відбірний турнір, або поступившись у стикових матчах), або покидала чемпіонат на етапі групового турніру.
28 лютого 2022 року, згідно рекомендації Міжнародного олімпійського комітету, ФІФА та УЄФА відсторонили російські збірні та клуби від участі в усіх змаганнях під своєю егідою через повномасштабне російське вторгнення в Україну. Апеляція рішення в САС була відхилена.

## Історія
Вперше російський футбол був представлений на міжнародній арені в 1912 році на V Літніх Олімпійських іграх у Стокгольмі, де виступала збірна Російської імперії. У змаганнях команда провела два матчі, поступившись у першому з них збірній Фінляндії в 1/4 фіналу з рахунком 1:2. У так званому «втішному» турнірі російська збірна програла збірній Німеччини з рахунком 0:16, і ця поразка залишається найбільшою в історії російського футболу на міжнародному рівні.
Після розпаду Російської імперії утворився Радянський Союз, який був представлений на міжнародній арені збірною СРСР. А в 1992 році після розпаду СРСР на чемпіонаті Європи виступала команда СНД, яка керувалась Федерацією футболу СРСР. Після цього чемпіонату остання припинила своє існування, і збірна Росії стала виступати як повноцінний член УЄФА.

### Чемпіонати світу
| Чемпіонати світу з футболу | Чемпіонати світу з футболу | Чемпіонати світу з футболу | Чемпіонати світу з футболу | Чемпіонати світу з футболу | Чемпіонати світу з футболу | Чемпіонати світу з футболу | Чемпіонати світу з футболу |                             | Кваліфікаційні раунди       | Кваліфікаційні раунди       | Кваліфікаційні раунди       | Кваліфікаційні раунди       | Кваліфікаційні раунди       | Кваліфікаційні раунди |
| Рік                        | Раунд                      | І                          | В                          | Н                          | П                          | М+                         | М-                         | І                           | В                           | Н                           | П                           | М+                          | М-                          |                       |
| -------------------------- | -------------------------- | -------------------------- | -------------------------- | -------------------------- | -------------------------- | -------------------------- | -------------------------- | --------------------------- | --------------------------- | --------------------------- | --------------------------- | --------------------------- | --------------------------- | --------------------- |
| 1994                       | груповий раунд             | 3                          | 1                          | 0                          | 2                          | 7                          | 6                          | 8                           | 5                           | 2                           | 1                           | 15                          | 4                           |                       |
| 1998                       | не кваліфікувалася         | не кваліфікувалася         | не кваліфікувалася         | не кваліфікувалася         | не кваліфікувалася         | не кваліфікувалася         | не кваліфікувалася         | 10                          | 5                           | 3                           | 2                           | 20                          | 7                           |                       |
| 2002                       | груповий раунд             | 3                          | 1                          | 0                          | 2                          | 4                          | 4                          | 10                          | 7                           | 2                           | 1                           | 18                          | 5                           |                       |
| 2006                       | не кваліфікувалася         | не кваліфікувалася         | не кваліфікувалася         | не кваліфікувалася         | не кваліфікувалася         | не кваліфікувалася         | не кваліфікувалася         | 12                          | 6                           | 5                           | 1                           | 23                          | 12                          |                       |
| 2010                       | не кваліфікувалася         | не кваліфікувалася         | не кваліфікувалася         | не кваліфікувалася         | не кваліфікувалася         | не кваліфікувалася         | не кваліфікувалася         | 12                          | 8                           | 1                           | 3                           | 21                          | 8                           |                       |
| 2014                       | груповий раунд             | 3                          | 0                          | 2                          | 1                          | 2                          | 3                          | 10                          | 7                           | 1                           | 2                           | 20                          | 5                           |                       |
| 2018                       | чвертьфінал                | 5                          | 2                          | 2                          | 1                          | 11                         | 7                          | кваліфікувалася як господар | кваліфікувалася як господар | кваліфікувалася як господар | кваліфікувалася як господар | кваліфікувалася як господар | кваліфікувалася як господар |                       |
| 2022                       | відсторонена від участі    | відсторонена від участі    | відсторонена від участі    | відсторонена від участі    | відсторонена від участі    | відсторонена від участі    | відсторонена від участі    | 10                          | 7                           | 1                           | 2                           | 19                          | 6                           |                       |
| 2026                       | відсторонена від участі    | відсторонена від участі    | відсторонена від участі    | відсторонена від участі    | відсторонена від участі    | відсторонена від участі    | відсторонена від участі    | відсторонена від участі     | відсторонена від участі     | відсторонена від участі     | відсторонена від участі     | відсторонена від участі     | відсторонена від участі     |                       |
| Усього                     |                            | 14                         | 4                          | 4                          | 6                          | 24                         | 20                         | 72                          | 45                          | 15                          | 12                          | 136                         | 47                          |                       |

- — країна-господар фінального турніру
- — команда брала участь у матчах плей-оф за право виходу до фінальної частини

### Чемпіонати Європи
| Чемпіонати Європи з футболу | Чемпіонати Європи з футболу | Чемпіонати Європи з футболу | Чемпіонати Європи з футболу | Чемпіонати Європи з футболу | Чемпіонати Європи з футболу | Чемпіонати Європи з футболу | Чемпіонати Європи з футболу |                         | Кваліфікаційні раунди   | Кваліфікаційні раунди   | Кваліфікаційні раунди   | Кваліфікаційні раунди   | Кваліфікаційні раунди   | Кваліфікаційні раунди   |
| Рік                         | Раунд                       | І                           | В                           | Н                           | П                           | М+                          | М-                          | І                       | В                       | Н                       | П                       | М+                      | М-                      |                         |
| --------------------------- | --------------------------- | --------------------------- | --------------------------- | --------------------------- | --------------------------- | --------------------------- | --------------------------- | ----------------------- | ----------------------- | ----------------------- | ----------------------- | ----------------------- | ----------------------- | ----------------------- |
| 1996                        | груповий раунд              | 3                           | 0                           | 1                           | 2                           | 4                           | 8                           | 10                      | 8                       | 2                       | 0                       | 34                      | 5                       |                         |
| 2000                        | не кваліфікувалася          | не кваліфікувалася          | не кваліфікувалася          | не кваліфікувалася          | не кваліфікувалася          | не кваліфікувалася          | не кваліфікувалася          | 10                      | 6                       | 1                       | 3                       | 22                      | 12                      |                         |
| 2004                        | груповий раунд              | 3                           | 1                           | 0                           | 2                           | 2                           | 4                           | 10                      | 5                       | 3                       | 2                       | 20                      | 12                      |                         |
| 2008                        | 1/2 фіналу                  | 5                           | 3                           | 0                           | 2                           | 7                           | 8                           | 12                      | 7                       | 3                       | 2                       | 18                      | 7                       |                         |
| 2012                        | груповий раунд              | 3                           | 1                           | 1                           | 1                           | 5                           | 3                           | 10                      | 7                       | 2                       | 1                       | 17                      | 4                       |                         |
| 2016                        | груповий раунд              | 3                           | 0                           | 1                           | 2                           | 2                           | 6                           | 10                      | 6                       | 2                       | 2                       | 21                      | 5                       |                         |
| 2020                        | груповий раунд              | 3                           | 1                           | 0                           | 2                           | 2                           | 7                           | 10                      | 6                       | 2                       | 2                       | 21                      | 5                       |                         |
| 2024                        | відсторонена від участі     | відсторонена від участі     | відсторонена від участі     | відсторонена від участі     | відсторонена від участі     | відсторонена від участі     | відсторонена від участі     | відсторонена від участі | відсторонена від участі | відсторонена від участі | відсторонена від участі | відсторонена від участі | відсторонена від участі | відсторонена від участі |
| Усього                      |                             | 20                          | 6                           | 3                           | 11                          | 22                          | 36                          | 62                      | 39                      | 13                      | 10                      | 132                     | 45                      |                         |

- — команда брала участь у матчах плей-офф за право виходу до фінальної частини

## Матчі після початку повномасштабного вторгнення в Україну
28 лютого 2022 року ФІФА та УЄФА відсторонили збірну від участі в усіх змаганнях під своєю егідою через повномасштабне російське вторгнення в Україну. Після цього команда має можливість грати лише товариські матчі.
| 24 вересня 2022 |

| Киргизстан  | 1:2      | Росія                        |
| ----------- | -------- | ---------------------------- |
| Шукуров 24' | Протокол | Соболєв 30' (пен.) Уткін 89' |

| Бішкек (Киргизстан) Глядачів: 14 039 Арбітр: Даніяр Сахі ( Казахстан) |

| 17 листопада 2022 |

| Таджикистан | 0:0      | Росія |
| ----------- | -------- | ----- |
|             | Протокол |       |

| Душанбе (Таджикистан) Глядачів: 20 000 Арбітр: Ілгіз Танташев ( Узбекистан) |

| 20 листопада 2022 |

| Узбекистан | 0:0      | Росія |
| ---------- | -------- | ----- |
|            | Протокол |       |

| Ташкент (Узбекистан) Глядачів: 14 539 Арбітр: Даніяр Сахі ( Казахстан) |

| 23 березня 2023 |

| Іран              | 1:1      | Росія               |
| ----------------- | -------- | ------------------- |
| Таремі 49' (пен.) | Протокол | Міранчук 28' (пен.) |

| Тегеран (Іран) Глядачів: 15 000 Арбітр: Ілгіз Танташев ( Узбекистан) |

| 26 березня 2023 |

| Росія                   | 2:0      | Ірак |
| ----------------------- | -------- | ---- |
| Міранчук 50' Піняєв 58' | Протокол |      |

| Санкт-Петербург (Росія) Глядачів: 23 818 Арбітр: Ахрол Ріскуллаєв ( Узбекистан) |

| 7 вересня 2023 Неофіційний матч |

| Єгипет U-23 | 1:1      | Росія |
| ----------- | -------- | ----- |
|             | Протокол |       |

| Суец (Єгипет) Арбітр: Ібрагім Нур Ель Дін (Єгипет) |

| 11 вересня 2023 Неофіційний матч |

| Єгипет U-23 | 2:1      | Росія |
| ----------- | -------- | ----- |
|             | Протокол |       |

| Суец (Єгипет) Арбітр: Ібрагім Нур Ель Дін (Єгипет) |

| 12 вересня 2023 |

| Катар | 1:1      | Росія |
| ----- | -------- | ----- |
|       | Протокол |       |

| Ель-Вакра (Катар) Глядачів: 13 835 Арбітр: Ахмед Аль-Каф ( Оман) |

| 12 жовтня 2023 |

| Росія | 1:0      | Камерун |
| ----- | -------- | ------- |
|       | Протокол |         |

| Москва (Росія) Глядачів: 20 152 Арбітр: Халед Салех Аль-Тураіс ( Саудівська Аравія) |

| 16 жовтня 2023 |

| Росія | 2:2      | Кенія |
| ----- | -------- | ----- |
|       | Протокол |       |

| Анталія ( Туреччина) Глядачів: 1 200 Арбітр: Атілла Караоглан ( Туреччина) |

| 20 листопада 2023 |

| Росія | 8:0      | Куба |
| ----- | -------- | ---- |
|       | Протокол |      |

| Волгоград (Росія) Глядачів: 40 706 Арбітр: Олексій Кульбаков ( Білорусь) |

| 21 березня 2024 |

| Росія | 4:0      | Сербія |
| ----- | -------- | ------ |
|       | Протокол |        |

| Москва (Росія) Глядачів: 23 679 Арбітр: Арда Кардешлер ( Туреччина) |

| 25 березня 2024 |

| Росія | Скасовано | Парагвай |
| ----- | --------- | -------- |
|       |           |          |

| Москва (Росія) |

| 7 червня 2024 |

| Білорусь | 0:4      | Росія |
| -------- | -------- | ----- |
|          | Протокол |       |

| Мінськ (Білорусь) Глядачів: 21 483 Арбітр: Рустам Омаров ( Казахстан) |

| 5 вересня 2024 Кубок Федерації футболу В'єтнаму 2024 |

| В'єтнам | 0:3      | Росія |
| ------- | -------- | ----- |
|         | Протокол |       |

| Ханой (В'єтнам) Глядачів: 5 315 Арбітр: Сухаїзі Шукрі ( Малайзія) |

| 7 вересня 2024 Кубок Федерації футболу В'єтнаму 2024 |

| Росія | Скасовано | Таїланд |
| ----- | --------- | ------- |
|       |           |         |

| Ханой ( В'єтнам) |

| 15 листопада 2024 |

| Росія | 11:0     | Бруней |
| ----- | -------- | ------ |
|       | Протокол |        |

| Краснодар (Росія) Глядачів: 26 865 Арбітр: Рустам Лутфуллін ( Узбекистан) |

| 19 листопада 2024 |

| Росія | 4:0      | Сирія |
| ----- | -------- | ----- |
|       | Протокол |       |

| Волгоград (Росія) Глядачів: 35 628 Арбітр: Маджед Аль-Шамрані ( Саудівська Аравія) |

| 19 березня 2025 |

| Росія | 5:0      | Гренада |
| ----- | -------- | ------- |
|       | Протокол |         |

| Москва (Росія) Глядачів: 15 283 Арбітр: Ілгіз Танташев ( Узбекистан) |

| 25 березня 2025 |

| Росія | 5:0      | Замбія |
| ----- | -------- | ------ |
|       | Протокол |        |

| Москва (Росія) Глядачів: 20 864 Арбітр: Адель ан-Накбі ( ОАЕ) |

| 6 червня 2025 |

| Росія | 1:1      | Нігерія |
| ----- | -------- | ------- |
|       | Протокол |         |

| Москва (Росія) Глядачів: 45 638 Арбітр: Аліяр Агаєв ( Азербайджан) |

| 10 червня 2025 |

| Білорусь | 1:4      | Росія |
| -------- | -------- | ----- |
|          | Протокол |       |

| Мінськ (Білорусь) Глядачів: 27 314 Арбітр: Саят Карабаєв ( Казахстан) |

| 4 вересня 2025 |

| Росія | —        | Йорданія |
| ----- | -------- | -------- |
|       | Протокол |          |

| Москва (Росія) |

| 7 вересня 2025 |

| Катар | —        | Росія |
| ----- | -------- | ----- |
|       | Протокол |       |

| Доха (Катар) |

| 6 жовтня 2025 |

| Росія | —        | Іран |
| ----- | -------- | ---- |
|       | Протокол |      |

| Москва (Росія) |

## Головні тренери
| Період     | Тренер             | І  | В  | Н  | П  | МЗ | МП | О  | %    |
| ---------- | ------------------ | -- | -- | -- | -- | -- | -- | -- | ---- |
| 16.07.1992 | Павло Садирін      | 23 | 12 | 6  | 5  | 40 | 24 | 42 | 60,9 |
| 28.07.1994 | Олег Романцев      | 25 | 17 | 4  | 4  |    |    | 55 | 73,3 |
| 11.07.1996 | Борис Ігнатьєв     | 20 | 8  | 8  | 4  |    |    | 32 | 53,3 |
| 24.07.1998 | Анатолій Бишовець  | 6  | 0  | 0  | 6  | 5  | 14 | 0  | 0    |
| 28.12.1998 | Олег Романцев      | 35 | 19 | 10 | 6  |    |    | 67 | 63,8 |
| 08.07.2002 | Валерій Газзаєв    | 9  | 4  | 2  | 3  | 18 | 14 | 14 | 51,9 |
| 25.08.2003 | Георгій Ярцев      | 19 | 8  | 6  | 5  |    |    | 30 | 52,6 |
| 18.04.2005 | Юрій Сьомин        | 7  | 3  | 4  | 0  | 12 | 4  | 13 | 61,9 |
| 01.01.2006 | Олександр Бородюк  | 2  | 0  | 1  | 1  | 0  | 1  | 1  | 16,7 |
| 09.07.2006 | Гус Гіддінк        | 39 | 22 | 7  | 10 |    |    | 73 | 62,4 |
| 15.07.2010 | Дік Адвокат        | 17 | 9  | 5  | 3  |    |    | 32 | 62,7 |
| 26.07.2012 | Фабіо Капелло      |    |    |    |    |    |    |    |      |
| 07.08.2015 | Леонід Слуцький    |    |    |    |    |    |    |    |      |
| 11.08.2016 | Станіслав Черчесов |    |    |    |    |    |    |    |      |
| 26.06.2021 | Валерій Карпін     |    |    |    |    |    |    |    |      |

## Форма

### Основна форма збірної
| 1998—2002 | ЧС 2002 | 2002—2003 | 2004—2005 | 2006—2007 | 2007      |
| Євро 2008 | 2008    | 2009      | 2009—2010 | 2011      | Євро 2012 |

### Резервна форма збірної
| 1998—2002 | ЧС 2002 | 2002—2003 | 2004—2005 | 2006—2007 | 2007      |
| Євро 2008 | 2008    | 2009      | 2009—2010 | 2011      | Євро 2012 |

## Матчі зУкраїною
| № | Дата           | Місце                             | Турнір   | Матч            | Результат |
| - | -------------- | --------------------------------- | -------- | --------------- | --------- |
| 1 | 5 вересня 1998 | НСК «Олімпійський», Київ, Україна | КЧЄ-2000 | Україна — Росія | 3 — 2     |
| 2 | 9 жовтня 1999  | «Лужники», Москва, Росія          | КЧЄ-2000 | Росія — Україна | 1 — 1     |